# 6e étape du Tour d'Italie 2009
La 6e étape du Tour d'Italie 2009, s'est déroulée le 14 mai 2009. Le parcours de 242 kilomètres, reliait Bressanone, en Italie, dans la province autonome de Bolzano, à Mayrhofen, en Autriche, dans le Tyrol. L'Italien Michele Scarponi s'est imposé en solitaire.

## Parcours
Pour cette seconde étape de montagne, la course s'élance de Bressanone pour arriver à Mayrhofen. L'étape sillonnera les Alpes italiennes et autrichiennes, dans le massif des Alpes de Zillertal.
C'est après une soixante de kilomètres parcourus, que les coureurs cyclistes franchissent la frontière autrichienne, avant de passer à Lienz, qui avait accueilli le « Giro » 2007. Arrive ensuite, la première difficulté majeure de la journée : l'ascension du tunnel de Felbertauern, après 147 kilomètres parcourus. La deuxième ascension est celle du Gerlospass, qui avait été franchi lors de la première étape du Tour d'Allemagne 2008, après 201 kilomètres. La fin de l'étape est descendante, puis plane, avant d'arriver en faux plat montant, dans la vallée de Zillertal, à Mayrhofen.

## Classement de l'étape
| Classement de la 6e étape | Classement de la 6e étape | Classement de la 6e étape | Classement de la 6e étape                         | Classement de la 6e étape |
|                           | Coureur                   | Pays                      | Équipe                                            | Temps                     |
| ------------------------- | ------------------------- | ------------------------- | ------------------------------------------------- | ------------------------- |
| 1er                       | Michele Scarponi          | ITA                       | Serramenti PVC Diquigiovanni - Androni Giocattoli | en 5 h 49 min 55 s        |
| 2e                        | Edvald Boasson Hagen      | NOR                       | Columbia-High Road                                | + 32 s                    |
| 3e                        | Allan Davis               | AUS                       | Quick Step                                        | m.t.                      |
| 4e                        | Filippo Pozzato           | ITA                       | Katusha                                           | m.t.                      |
| 5e                        | Matthew Goss              | AUS                       | Saxo Bank                                         | m.t.                      |
| 6e                        | Philippe Gilbert          | BEL                       | Silence-Lotto                                     | m.t.                      |
| 7e                        | Enrico Gasparotto         | ITA                       | Lampre-NGC                                        | m.t.                      |
| 8e                        | Michael Rogers            | AUS                       | Columbia-High Road                                | + 36 s                    |
| 9e                        | Danilo Di Luca            | ITA                       | LPR Brakes-Farnese Vini                           | m.t.                      |
| 10e                       | Tadej Valjavec            | SLO                       | AG2R La Mondiale                                  | m.t.                      |
| modifier                  |                           |                           |                                                   |                           |

## Classements à l'issue de l'étape

### Classement général
| Classement général | Classement général | Classement général | Classement général      | Classement général  |
|                    | Coureur            | Pays               | Équipe                  | Temps               |
| ------------------ | ------------------ | ------------------ | ----------------------- | ------------------- |
| 1er                | Danilo Di Luca     | ITA                | LPR Brakes-Farnese Vini | en 22 h 11 min 15 s |
| 2e                 | Thomas Lövkvist    | SWE                | Columbia-High Road      | + 5 s               |
| 3e                 | Michael Rogers     | AUS                | Columbia-High Road      | + 36 s              |
| 4e                 | Levi Leipheimer    | USA                | Astana                  | + 43 s              |
| 5e                 | Denis Menchov      | RUS                | Rabobank                | + 50 s              |
| 6e                 | Ivan Basso         | ITA                | Liquigas                | + 1 min 6 s         |
| 7e                 | Carlos Sastre      | ESP                | Cervélo TestTeam        | + 1 min 16 s        |
| 8e                 | Christopher Horner | USA                | Astana                  | + 1 min 17 s        |
| 9e                 | Franco Pellizotti  | ITA                | Liquigas                | + 1 min 27 s        |
| 10e                | David Arroyo       | ESP                | Caisse d'Épargne        | + 1 min 41 s        |
| modifier           |                    |                    |                         |                     |

### Classement par points
| Classement par points | Classement par points | Classement par points | Classement par points   | Classement par points |
| --------------------- | --------------------- | --------------------- | ----------------------- | --------------------- |
|                       | Coureur               | Pays                  | Équipe                  | Point(s)              |
| 1er                   | Danilo Di Luca        | ITA                   | LPR Brakes-Farnese Vini | 56 points             |
| 2e                    | Alessandro Petacchi   | ITA                   | LPR Brakes-Farnese Vini | 51 pts                |
| 3e                    | Tyler Farrar          | ITA                   | Garmin-Slipstream       | 38 pts                |
| modifier              |                       |                       |                         |                       |

### Classement du meilleur grimpeur
| Classement du meilleur grimpeur | Classement du meilleur grimpeur | Classement du meilleur grimpeur | Classement du meilleur grimpeur                   | Classement du meilleur grimpeur |
| ------------------------------- | ------------------------------- | ------------------------------- | ------------------------------------------------- | ------------------------------- |
|                                 | Coureur                         | Pays                            | Équipe                                            | Point(s)                        |
| 1er                             | Danilo Di Luca                  | ITA                             | LPR Brakes-Farnese Vini                           | 25 points                       |
| 2e                              | Denis Menchov                   | RUS                             | Rabobank                                          | 15 pts                          |
| 3e                              | Michele Scarponi                | ITA                             | Serramenti PVC Diquigiovanni - Androni Giocattoli | 13 pts                          |
| modifier                        |                                 |                                 |                                                   |                                 |

### Classement du meilleur jeune
| Classement général du meilleur jeune | Classement général du meilleur jeune | Classement général du meilleur jeune | Classement général du meilleur jeune              | Classement général du meilleur jeune |
|                                      | Coureur                              | Pays                                 | Équipe                                            | Temps                                |
| ------------------------------------ | ------------------------------------ | ------------------------------------ | ------------------------------------------------- | ------------------------------------ |
| 1er                                  | Thomas Lövkvist                      | SWE                                  | Columbia-High Road                                | en 22 h 11 min 20 s                  |
| 2e                                   | Kevin Seeldraeyers                   | BEL                                  | Quick Step                                        | + 2 min 44 s                         |
| 3e                                   | Jackson Rodríguez                    | VEN                                  | Serramenti PVC Diquigiovanni - Androni Giocattoli | + 4 min 5 s                          |
| modifier                             |                                      |                                      |                                                   |                                      |

### Classement par équipes
| Classement par équipes | Classement par équipes                            | Classement par équipes | Classement par équipes |
|                        | Équipe                                            | Pays                   | Temps                  |
| ---------------------- | ------------------------------------------------- | ---------------------- | ---------------------- |
| 1re                    | Astana                                            | Kazakhstan             | en 48 h 21 min 36 s    |
| 2e                     | Columbia-High Road                                | États-Unis             | + 27 s                 |
| 3e                     | Serramenti PVC Diquigiovanni - Androni Giocattoli | Italie                 | + 3 min 13 s           |
| modifier               |                                                   |                        |                        |

## Abandons
Aucun abandon pour cette étape